# Maestro
Pour les articles homonymes, voir Maestro (homonymie).
 (février 2016).
Si vous disposez d'ouvrages ou d'articles de référence ou si vous connaissez des sites web de qualité traitant du thème abordé ici, merci de compléter l'article en donnant les références utiles à sa vérifiabilité et en les liant à la section « Notes et références ».
Maestro est un mot italien qui désigne le maître, celui qui est parvenu aux plus hauts degrés de sa pratique artistique. 
Ce nom, d'après le Grand Larousse encyclopédique, s'applique à un chef d'orchestre ou à un grand compositeur.
Nombre d'entre eux ouvrent un atelier et passent à la postérité pour leur art. Certains passent le temps d'exprimer la théorie qu'ils ont conçue au travers de codex.

## Cheminement
Dans les acceptions anciennes du vocable des métiers, les artistes devenaient d'abord apprentis dans un atelier, puis compagnons une fois confirmés avec un chef-d'œuvre reconnu dans la profession, et enfin maîtres enseignant à des disciples.

## Exemples
- Léonard de Vinci, appelé maestro, eut quelques disciples ; certains le suivirent à la cour de François Ier.

## Sens contemporain
Cette notion fluctue selon les arts. En musique, elle semble devenir de plus en plus restrictive à certains genres musicaux (classique notamment), car les précisions rythmiques utilisées requièrent une totale maîtrise de cet art.
La notion de « reine » ou de « roi » remplace celle de maestro au sein de la musique populaire (pop et mélange de genres). Il ne s'agit plus uniquement de considérer le niveau technique du compositeur, mais d'élire les meilleurs d'entre eux en termes d'animation, de qualité des prestations vocales et instrumentales et de degré de notoriété, ce qui est symptomatique de l'évolution de la société actuelle et de la mutation de la musique.